# Rajesh Sharma
Rajesh Sharma (nacido el 8 de octubre) es un actor de cine indio.

## Primeros años de vida
Nació en Ludhiana, Punjab. Él es un exalumno de la Escuela Nacional de Arte Dramático de Nueva Delhi. Estaba casado con Sudipta Chakraborty, uno de la famosa actriz bengalí, tanto en películas y series. Más tarde se divorciaron.

## Carrera
Sharma ha aparecido en películas críticamente y comercialmente exitosas en hindi como Khosla Ka Ghosla, Ishqiya, Sin Killed Jessica, Chillar Party, The Dirty Picture, Mimos Shuv Tey Chicken Khurana y Special 26. Una Inició su carrera en el cine en 1996 con una aparición en Maachis antes de actuar en varias películas bengalíes en la década de 2000.

## Filmografía
| Año  | Título                       | idioma         | Rol                         | Fecha De Lanzamiento  |
| ---- | ---------------------------- | -------------- | --------------------------- | --------------------- |
| 1996 | Maachis                      | Hindi          |                             | 25 October            |
| 2000 | Paromitar Ek Din             | Bengalí        |                             | 8 January             |
| 2001 | Dada Thakur                  | Bengalí        |                             | 2001                  |
| 2002 | Sonar Sansar                 | Bengalí        |                             |                       |
| 2002 | Sathi                        | Bengalí        |                             | 14 June               |
| 2002 | Desh                         | Bengalí        |                             |                       |
| 2002 | Shubho Mahurat               | Bengalí        | Sunil                       |                       |
| 2003 | Bombaiyer Bombete            | Bengalí        | Victor Perumal              |                       |
| 2004 | Badsha The King              | Bengalí        |                             |                       |
| 2005 | Parineeta                    | Hindi          |                             |                       |
| 2006 | Khosla Ka Ghosla             | Hindi          | Munjal                      | 22 September          |
| 2006 | Shikar                       | Bengalí        | Police Officer Rajesh Yadav | 1 December            |
| 2006 | Kranti                       | Bengalí        |                             |                       |
| 2009 | Chha-e Chhuti                | Bengalí        | Rajesh Sharma (himself)     |                       |
| 2010 | Ishqiya                      | Hindi          | Kamalkant Kakkad aka KK     |                       |
| 2011 | No One Killed Jessica        | Hindi          | N.K. (Cop)                  | 2 de enero de         |
| 2011 | Bedeni                       | Bengalí        |                             | 7 January             |
| 2011 | Bye Bye Bangkok              | Bengalí        |                             | 28 January            |
| 2011 | Oh My Love                   | Bengalí        |                             | 11 February           |
| 2011 | Paapi                        | Bengalí        |                             | 11 February           |
| 2011 | Punorutthan                  | Bengalí        |                             | 4 March               |
| 2011 | Bindas Prem                  | Bengalí        |                             | 30 June               |
| 2011 | Chillar Party                | Hindi          | L.N Tondon                  | 8 July                |
| 2011 | System                       | Bengalí        |                             | 29 July               |
| 2011 | Baishe Srabon                | Bengalí        | Amit Srivastav              | 30 September          |
| 2011 | The Dirty Picture            | Hindi          | Selva Ganesh                | 2 December            |
| 2012 | Chaalis Chauraasi            | Hindi          |                             | 13 January            |
| 2012 | Goraay Gondogol              | Bengalí        |                             | 3 February            |
| 2012 | Laptop                       | Bengalí        |                             | 13 April              |
| 2012 | 8:08 Er Bongaon Local        | Bengalí        | Shishir (Cop)               | 27 April              |
| 2012 | Teen Yaari Katha             | Bengalí        |                             | 4 May                 |
| 2012 | Om Shanti                    | Bengalí        | Manjil                      | 29 June               |
| 2012 | Life in Park Street          | Bengalí        |                             | 20 July               |
| 2012 | Darling                      | Bengalí        | Payel's Father              | 27 July               |
| 2012 | Passport                     | Bengalí        |                             | 14 September          |
| 2012 | Astra                        | Bengalí        | Inspector Sanyal            | 19 October            |
| 2012 | Luv Shuv Tey Chicken Khurana | Hindi          | Tito Mama                   | 2 November            |
| 2012 | Strings Of Passion           | Hindi          | Shekhar Banerjee            | To Be Released        |
| 2013 | Special 26                   | Hindi          | Jogindra                    | 8 February            |
| 2013 | Karojer Nouka                | Bengalí        |                             | 16 January            |
| 2013 | Ghanchakkar                  | Hindi          | Pandit                      | 28 June               |
| 2013 | Ganesh Talkies               | Bengalí        |                             | 21 June               |
| 2013 | B.A. Pass                    | Hindi          | Khanna                      | 2 August              |
| 2013 | Shuddh Desi Romance          | Hindi          | Mausa Ji                    | 6 September           |
| 2013 | Mishawr Rawhoshyo            | Bengalí        | Narendra Verma              | 11 October            |
|      | Nirbhoya                     | Bengalí        |                             | Upcoming              |
| 2014 | Pizza                        | Hindi          |                             | THE DIRTY PICTURE     |
| 2014 | Strings of Passion           | Hindi, Bengalí |                             |                       |
| 2014 | Taan                         | Bengalí        |                             | 21 de febrero de 2014 |
| 2015 | Tevar                        | Hindi          | Mahendar Singh              | 9 de enero de 2015    |
| 2015 | Dolly Ki Doli                | Hindi          |                             |                       |
| 2015 | Tanu Weds Manu Returns       | Hindi          |                             | 22 de mayo de 2015    |
| 2015 | Amanush 2                    | Bengalí        |                             |                       |